# دوبروبيليا
دوبروبيليا (Добропілля) هي مدينة في مقاطعة سيتا في أوكرانيا.
يبلغ عدد سكانها حوالي 32,776 نسمة.